# Andrea Zimmermann
Pour les articles homonymes, voir Zimmermann.
Andrea Ursina Zimmermann est une sportive de ski-alpinisme et de course en montagne, née le 18 août 1976 à Bienne dans le canton de Berne en Suisse. Elle réside à Monthey dans le canton du Valais en Suisse.
Elle se fait connaitre en 2000 lors du Trophée du Muveran. Elle est membre de l’équipe Nationale Suisse depuis 2001.

## Palmarès (sélection)

### Ski alpinisme
- 2001 :  
  - 3e au classement officiel de la saison 2000/2001 de la Coupe suisse
  - 3e au Trophée des Gastlosen[2] par équipe avec Gabrielle Magnenat
  - 2e au Grindelwald-Race (BE), par équipe avec Jeanine Bapst
  - 3e au Trofeo di Bivio (GR), par équipe avec Gabrielle Magnenat
  - 2e aux Trophées du Muveran (VD), par équipe avec Jeanine Bapst
- 2002 : 10e aux Championnats du monde par équipe avec Gabrielle Magnenat
- 2004 : 8e aux Championnats du monde par équipe avec Gabrielle Magnenat

- 2005 : 4e aux Championnats d'Europe (par équipe avec Séverine Pont-Combe)

- 2006 :
  - 2e au Trophée des Gastlosen, en collaboration avec Marie Troillet[3]
  - 6e aux Championnats du monde par équipe avec Gabrielle Magnenat

- 2007 : 7e au Trophée Mezzalama avec Anne Carron-Bender et Christine Diaque
- 2010 : 3e au Sellaronda Skimarathon avec Catherine Mabillard[4]
- 2012 : 2e au Trophée des Gastlosen, avec Catherine Mabillard[5],[6]

#### Pierra Menta
- 2005 : 5e avec Jeanine Bapst
- 2007 : 5e avec Gabrielle Magnenat

#### Patrouille des Glaciers
- 2004 : 2e avec Gabrielle Magnenat et Jeanine Bapst
- 2008 : 6e (et 2e dans le classement "civil" femmes) avec Chantal Daucourt et Sabine Gentieu
- 2010 : 3e (et 1re dans le classement "civil" femmes) avec Catherine Mabillard et Sophie Dusautoir Bertrand[7]

### Championnats de course de montagne deGampel
- 2004 : 2e au classement féminin, à la Jeizibärg-Lauf[8],[9]
- 2005 : 4e au classement féminin, à la Jeizibärg-Lauf[10]
- 2008 :
  - 1re aux championnats valaisans de la montagne[11]
  - 2e classement féminin de la Jeizibärg-Lauf (Trophy Peak Performance)[12],[13]
  - 3e à la Dérupe Vercorin[14]